# Juan Gómez-Jurado

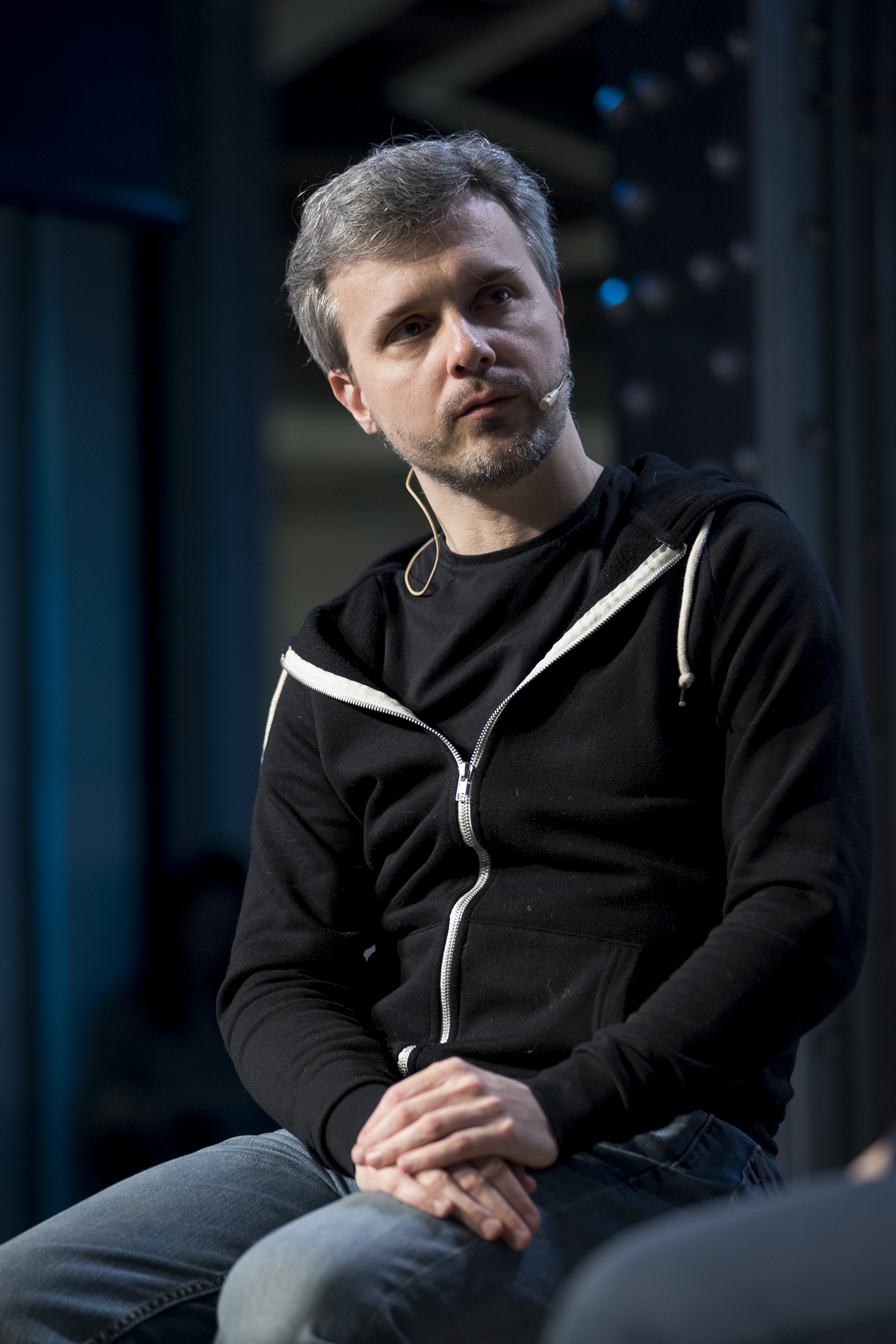
Juan Gómez-Jurado (2017)

Juan Gómez-Jurado (* 16. Dezember 1977 in Madrid) ist ein spanischer Autor.

## Leben
Gómez-Jurado studierte Journalismus an der Universidad San Pablo in Madrid. Er arbeitete für verschiedene Medien, darunter Radio España und Canal+.
2006 veröffentlichte Gómez-Jurado seinen Debütroman „Espía de dios“ („Der Gottes-Spion“), der in zahlreiche Sprachen übersetzt wurde. Nach „Contrato con dios“ („Der Gottes-Pakt“) im Jahr 2007 folgten acht weitere Romane. Seit 2016 ist Gómez-Jurado auch als Autor von Kinder- und Jugendliteratur aktiv und wurde unter anderem mit den Serien „Alex Colt“ und „Amanda Black“ bekannt.

## Werke (Auswahl)
- Der Gottes-Spion. (orig. Espía de dios.) Rowohlt, Reinbek 2006, ISBN 978-3-499-24358-5.
- Der Gottes-Pakt. (orig. Contrato con dios.) Rowohlt, Reinbek 2009, ISBN 978-3-499-24868-9.
- Das Zeichen des Verräters. (orig. El emblema del traidor.) Rowohlt, Reinbek 2010, ISBN 978-3-499-25279-2.
- Zerrissen. (orig. El paciente.) dtv, München 2015, ISBN 978-3-423-21587-9.
- Die rote Jägerin. (orig. Reina roja.) Goldmann, München 2021, ISBN 978-3-442-49151-3.
- Die schwarze Wölfin. (orig. Loba negra.) Goldmann, München 2022, ISBN 978-3-442-49278-7.
- Der weiße Spieler. (orig. Rey Blanco.)  Goldmann, München 2023, ISBN 978-3-442-49333-3.
- Die Rache – Sie haben nichts zu verlieren. (orig. Todo arde.) Goldmann, München 2024, ISBN 978-3-442-49492-7.